# Google Docs Editors
Google Docs Editors es una suite ofimática de productividad basada en la web que ofrece Google dentro de su servicio Google Drive. La suite incluye programa ofimáticos de Google como Documentos de Google, Hojas de cálculo de Google, Presentaciones de Google y Formularios de Google. También solía incluir Google Fusion Tables hasta que se suspendió en 2019.
El conjunto de Google Docs Editors está disponible gratuitamente para usuarios con cuentas personales de Google a través de una aplicación web, un conjunto de aplicaciones móviles para Android e iOS y una aplicación de escritorio para Chrome OS de Google, así mismo también se ofrece como parte del servicio centrado en empresas de Google, Google Workspace, que funcionó como G Suite hasta octubre de 2020.

## Disponibilidad
El conjunto de editores de Google Docs está disponible de forma gratuita para  usuarios con cuenta de Google. También se ofrece como parte del servicio centrado en empresas de Google, Google Workspace.

## Competencia
La suite compite principalmente con las suites de software Microsoft Office, iWork y Apache OpenOffice. Fue pionero en la edición colaborativa en tiempo real desde su inicio en 2006, mientras que Microsoft Office lo introdujo hasta 2013. Actualmente posee la compatibilidad para abrir y escribir formatos de archivo de Microsoft Office.